# 1º ottobre
Il 1º ottobre o primo ottobre è il 274º giorno del calendario gregoriano (il 275º negli anni bisestili). Mancano 91 giorni alla fine dell'anno. 
In quanto primo del mese, a differenza degli altri giorni, è solitamente scritto con l'indicatore ordinale. Tuttavia, sebbene sconsigliabile, è in aumento l'uso della forma con il numerale cardinale (1 ottobre).
Fino alla legge n. 517 del 4 agosto 1977, il primo ottobre era in Italia la data di inizio di tutte le scuole e, poiché in questo giorno viene celebrato San Remigio (in quanto il 1º ottobre 1701 vi fu la traslazione delle sue reliquie da Lucca a Fosdinovo), i bambini di prima elementare (oggi scuola primaria) erano detti "remigini".

## Eventi
- 331 a.C. – Alessandro Magno sconfigge Dario III di Persia nella battaglia di Gaugamela, detta anche battaglia di Arbela.
- 844 – Una flotta vichinga saccheggia la città araba di Siviglia.
- 965 – Consacrazione di papa Giovanni XIII.
- 1061 – Elezione di papa Alessandro II.
- 1532 - A Ferrara, presso l'editore Francesco Rosso da Valenza, viene pubblicata la terza e definitiva edizione dell'Orlando furioso di Ludovico Ariosto.
- 1701 – Matthieu Garigue viene ricevuto dalla Chiesa riformata francese dell'Aia.
- 1774 – Viene costituita dal re di Sardegna, Vittorio Amedeo III, la Legione delle Truppe Leggere, corpo militare dal quale discende direttamente la Guardia di Finanza.
- 1788– Nguyễn Huệ si dichiara imperatore del Vietnam.
- 1791 – Prima sessione dell'Assemblea legislativa francese.
- 1795 – Il Belgio viene conquistato dalla Francia.
- 1800 – La Spagna cede la Louisiana alla Francia con il Trattato di San Ildefonso.
- 1811 – La prima nave a vapore del Mississippi arriva a New Orleans.
- 1818 – Comincia il Congresso di Aquisgrana.
- 1869 – L'Austria emette la prima cartolina postale.
- 1880
  - John Philip Sousa diventa direttore della banda musicale dei Marines statunitensi.
  - Thomas Edison apre la prima fabbrica di lampadine.
- 1887 – Il Belucistan viene conquistato dall'Impero britannico.
- 1888 – Viene ricevuta la seconda lettera da parte di Jack lo squartatore.
- 1890 – Il Congresso degli Stati Uniti fonda il Yosemite National Park.
- 1891 – In California viene inaugurata l'Università di Stanford.
- 1898 – Lo zar Nicola II espelle gli ebrei dalle principali città russe.
- 1903 – I Boston Americans giocano contro i Pittsburgh Pirates nella prima gara delle moderne World Series di baseball.
- 1906 – Nasce la Confederazione Generale del Lavoro.
- 1918 – Forze arabe guidate da Lawrence d'Arabia conquistano Damasco.
- 1928 – L'Unione Sovietica introduce il Piano quinquennale.
- 1929 – L'Unione Sovietica introduce il Calendario rivoluzionario sovietico.
- 1931 – Il George Washington Bridge collega New Jersey e New York.
- 1936 – Francisco Franco viene nominato capo della Junta Técnica del Estado, ossia l'esecutivo al comando del cosiddetto "governo di Burgos", l'alternativa nazionalista al legittimo governo della Repubblica spagnola.
- 1938 – La Germania annette i Sudeti.
- 1943 – Seconda guerra mondiale: Napoli viene liberata dagli Alleati, che vi istaurano un'amministrazione militare.
- 1946
  - I principali esponenti del Nazismo vengono condannati al Processo di Norimberga.
  - Viene fondata l'associazione Mensa.
- 1949 – Mao Zedong dichiara la Costituzione della Repubblica Popolare Cinese.
- 1958 – La NASA viene creata per sostituire la NACA.
- 1960 – La Nigeria ottiene l'indipendenza dal Regno Unito.
- 1961 – Il Camerun orientale e quello occidentale si uniscono a formare la Repubblica federale del Camerun.
- 1964
  - Il Free Speech Movement viene lanciato dal campus dell'Università di Berkeley.
  - Lo Shinkansen, primo treno ad alta velocità giapponese, inizia il servizio tra Tokyo e Osaka.
- 1965 – Suharto reprime un tentativo di colpo di Stato in Indonesia.
- 1969 – Il Concorde infrange la barriera del suono per la prima volta.
- 1971 – Il Walt Disney World Resort apre ad Orlando, in Florida.
- 1975
  - Le Isole Ellice si separano dalle Isole Gilbert, e prendono il nome di Tuvalu.
  - Le Seychelles ottengono l'autogoverno interno.
  - Muhammad Ali batte Joe Frazier in un incontro di pugilato disputato a Manila.
- 1976 – In Italia per l'ultima volta si avvia l'anno scolastico in questo giorno.
- 1978 – Tuvalu ottiene l'indipendenza dal Regno Unito
- 1979 – Gli Stati Uniti restituiscono la sovranità sul Canale di Panama a Panama.
- 1982
  - L'Epcot Center apre al Walt Disney World Resort.
  - Helmut Kohl sostituisce Helmut Schmidt come Cancelliere tedesco, attraverso un voto di sfiducia costruttiva.
- 1985 – Le forze aeree israeliane bombardano il quartier generale dell'OLP a Tunisi.
- 1994 – Palau ottiene l'indipendenza dagli Stati Uniti.
- 1998 – Vladimir Putin diventa un membro permanente del Consiglio di sicurezza della Federazione Russa.
- 2005 – Un attacco terroristico a Bali uccide 19 persone.
- 2009 – Un violento nubrifragio colpisce la Sicilia, soprattutto le città di Messina e Palermo, con decine di morti e di dispersi. Proclamato lo stato d'emergenza.
- 2013 – Al largo di Lampedusa un barcone con più di 400 migranti prende fuoco. Numerosi i morti.
- 2017
  - Referendum sull'indipendenza della Catalogna. Con oltre due milioni di voti.
  - Avviene un attentato a Las Vegas con 59 morti e 851 feriti da parte di Stephen Paddock
  - In Germania entra in vigore la legge che consente il matrimonio tra persone dello stesso sesso. Il primo matrimonio viene celebrato tra Bodo Mende e Karl Kreile.[3]

## Nati
Ci sono circa 1 200 voci su persone nate il 1º ottobre; vedi la pagina Nati il 1º ottobre per un elenco descrittivo o la categoria Nati il 1º ottobre per un indice alfabetico.

## Morti
Ci sono circa 490 voci su persone morte il 1º ottobre; vedi la pagina Morti il 1º ottobre per un elenco descrittivo o la categoria Morti il 1º ottobre per un indice alfabetico.

## Feste e ricorrenze

### Civili
Nazionali:
- Cina - Festa nazionale della proclamazione della fondazione della Repubblica Popolare (1949)
- Nigeria - Festa nazionale
- San Marino, i due Capitani reggenti, eletti dal parlamento, entrano in carica per sei mesi.
- Tuvalu - Festa dell'indipendenza
- Palau - Festa dell'indipendenza

Internazionali:
- Giornata internazionale della musica, istituita nel 1975 dall'International Music Council (UNESCO).
- Giornata internazionale del caffè
- Giornata internazionale delle persone anziane

### Religiose
Cristianesimo:
- Santa Teresa di Lisieux (o Teresa del Bambin Gesù), monaca carmelitana di clausura, dottore della Chiesa e patrona delle missioni
- Sant'Abreha, re d'Etiopia
- San Bavone di Gand, eremita
- San Nicezio di Treviri, vescovo
- San Piatone di Tournai, sacerdote e martire
- San Romano il Melode, confessore
- San Vasnolfo, monaco
- Santi Verissimo, Massima e Giulia, martiri
- San Virila di Leyre, abate
- Beato Alvaro Sanjuan Canet, sacerdote salesiano e martire
- Beato Antoni Rewera, sacerdote e martire
- Beato Carmelo Giovanni Perez Rodriguez, salesiano martire
- Beata Cecilia Eusepi, terziaria servita
- Beato Diego Botello, martire
- Beato Domenico da Villanova, sacerdote mercedario
- Beati Edoardo Campion, Roberto Wilcox, Cristoforo Buxton e Roberto Widmerpool, martiri
- Beato Ferdinando di Salcedo, martire
- Beata Fiorenza Caerols Martinez, vergine e martire
- Beati Gaspare Hikojiro e Andrea Yoshida, martiri
- Beato Giovanni Robinson, padre di famiglia, sacerdote, martire
- Beato Juan de Palafox y Mendoza, vescovo
- Beato Luigi Maria Monti, fondatore dei Figli dell'Immacolata Concezione
- Beato Matteo Garolera Masferrer, coadiutore salesiano, martire
- Beati Rodolfo Crockett ed Edoardo James, martiri

Religione romana antica e moderna:
- Calende
- Fede in Campidoglio
- Giano Curiazio al Tigillo Sororio
- Giunone Sorella al Tigillo Sororio (Iuno Sororia ad Tigillum Sororium)
- Natale di Alessandro Severo